# المجرم (فلم 1978)
المجرم هو فيلمٌ مصريٌ أُنتج عام 1978، مأخوذ عن قصة تيريز راكون لإميل زولا. هذه هي المرة الثانية التي يستخدم فيها أبو سيف هذه القصة بعد أن استخدمها عام 1951 لفيلم لك يوم يا ظالم.

## قصة الفيلم
يتزوج زغلول الأبله (محمد عوض) من إنصاف ابنة خاله (شمس البارودي)، ويعيشان مع أم زغلول (أمينة رزق) صاحبة الحمام الشعبي.
يظهر منير المقامر (حسن يوسف) زميل زغلول في العالم، ويخطط للاستيلاء على ثروة الأسرة لمواصلة قماره. يُدّبر جريمة إغراق لزغلول، ثم أوهم الناس أنه فشل في إنقاذه لعدم معرفته السباحة. ثم يطلب يد إنصاف للزواج وتوافق بعد تردد.
تظهر بعد ذلك حقيقة سلوك منير السيء، فيُسيء فمعاملة إنصاف. يشكُ فيه حسونة (حمدي أحمد) أحد أفراد الحي الشعبي، ويكتشف حقيقة سلوكه السيء، ومنها كذبه بشأن إجادته السباحة.

## وصلات خارجية
- مقالات تستعمل روابط فنية بلا صلة مع ويكي بيانات
- المجرم على الدهليز
- المجرم على كاروهات